# Lijst van voetbalinterlands San Marino - Syrië
Deze lijst van voetbalinterlands is een overzicht van alle officiële voetbalwedstrijden tussen de nationale teams van San Marino en Syrië. De landen speelden tot op heden één keer tegen elkaar: een groepswedstrijd bij de Middellandse Zeespelen op 18 september 1987 in Aleppo, Syrië die eindigde in een 3-0 overwinning voor Syrië. Het betrof een officieus en een dus niet door de FIFA erkende interland, omdat de nationale voetbalbond van San Marino op dat moment nog niet officieel was erkend en aangesloten bij de wereldvoetbalfederatie.

## Wedstrijden
| № | Datum             | Plaats        | Competitie        | Wedstrijd          | Uitslag |
| - | ----------------- | ------------- | ----------------- | ------------------ | ------- |
| 1 | 18 september 1987 | Aleppo, Syrië | Vriendschappelijk | Syrië – San Marino | 3 – 0   |

## Samenvatting
| Competitie        | Totaal gespeeld | Winst San Marino | Gelijk | Winst Syrië |
| ----------------- | --------------- | ---------------- | ------ | ----------- |
| WK-eindronde      | 0               | 0                | 0      | 0           |
| WK-kwalificatie   | 0               | 0                | 0      | 0           |
| EK-eindronde      | 0               | 0                | 0      | 0           |
| EK-kwalificatie   | 0               | 0                | 0      | 0           |
| Olympische Spelen | 0               | 0                | 0      | 0           |
| Vriendschappelijk | 1               | 0                | 0      | 1           |
| Totaal            | 1               | 0                | 0      | 1           |

| Doelsaldo | San Marino | Syrië |
| --------- | ---------- | ----- |
|           | 0          | 3     |

## Details

### Eerste ontmoeting
De eerste en tot dusver enige ontmoeting tussen de nationale voetbalploegen van Syrië en San Marino vond plaats op 18 september 1987 tijdens de Middellandse Zeespelen. Het duel werd gespeeld in Al-Hamadaniah Stadion in Aleppo, Syrië, en stond onder leiding van scheidsrechter Amar Gothari uit Algerije. 
| Syrië | 3 – 0        | San Marino |
| ??    | goals        | |
| ??    | bondscoach   | Giulio Casali |
|       |              | |
| ??    | opstellingen | Pierluigi Benedettini Bruno Muccioli Giampaolo Mazza Marco Montironi Massimo Zanotti Agostino Filippi Marco Mazza Fabio Zanotti Waldes Pasolini Giancarlo Bacciocchi 50' Marco Mularoni |
| ??    | wissels      | 50' Tiziano Giacobbi |
|       |              | |
|       | gele kaarten | |
|       | rode kaarten | |

FSGC · A-internationals · Bondscoaches · Statistieken · San Marino U21 · San Marino U19 · San Marino U18 · San Marino U17 · San Marino U16
1986 – 1989 · 1990 – 1999 · 2000 – 2009 · 2010 – 2019 · 2020 – 2029
2000 · 2001 · 2002 · 2003 · 2004 · 2005 · 2006 · 
Albanië · 
Andorra ·
Azerbeidzjan ·
België · 
Bosnië en Herzegovina · 
Bulgarije ·
Canada ·
Cyprus ·
Denemarken ·
Duitsland · 
Engeland · 
Estland · 
Faeröer · 
Finland · 
Gibraltar · 
Griekenland · 
Hongarije · 
Ierland · 
IJsland ·
Israël · 
Italië · 
Kaapverdië ·
Kazachstan ·
Kosovo ·
Kroatië · 
Letland · 
Libanon · 
Liechtenstein · 
Litouwen · 
Luxemburg ·
Malta ·
Moldavië ·
Montenegro ·
Nederland · 
Noord-Ierland · 
Noorwegen ·
Oekraïne ·
Oostenrijk · 
Polen · 
Roemenië · 
Rusland · 
Saint Kitts en Nevis ·
Saint Lucia ·
Schotland · 
Servië en Montenegro · 
Seychellen ·
Slovenië · 
Slowakije · 
Spanje · 
Syrië ·
Tsjechië · 
Turkije · 
Wales · 
Wit-Rusland · 
Zweden · 
Zwitserland
Nederland (2011)
SFA · A-internationals · Syrisch vrouwenelftal
1940 - 1949 · 
1950 - 1959 · 
1960 - 1969 · 
1970 - 1979 · 
1980 - 1989 · 
1990 - 1999 · 
2000 – 2009 · 
2010 – 2019 ·
2020 − 2029
Afghanistan ·
Algerije ·
Australië ·
Bahrein ·
Bangladesh ·
Cambodja ·
China ·
Cyprus ·
Egypte ·
Filipijnen ·
Griekenland ·
Guam ·
Haïti ·
Hongkong ·
India ·
Indonesië ·
Irak ·
Iran ·
Japan ·
Jemen ·
Jordanië ·
Kazachstan ·
Kirgizië ·
Koeweit ·
Laos ·
Libanon ·
Libië ·
Malediven ·
Maleisië ·
Marokko ·
Mauritanië ·
Mauritius ·
Myanmar ·
Nepal ·
Noord-Korea ·
Oezbekistan ·
Oman ·
Palestina ·
Qatar ·
Rusland ·
San Marino ·
Saoedi-Arabië ·
Singapore ·
Soedan ·
Sovjet-Unie ·
Sri Lanka ·
Tadzjikistan ·
Taiwan ·
Thailand ·
Tunesië ·
Turkije ·
Turkmenistan ·
Venezuela ·
Verenigde Arabische Emiraten ·
Vietnam ·
Wit-Rusland ·
Zuid-Jemen ·
Zuid-Korea ·
Zweden